# Muscocyclops therasiae
Muscocyclops therasiae là một loài động vật giáp xác trong họ Cyclopidae. Chúng là loài đặc hữu của Brasil.